# Старомурапталово
Старомурапталово (баш. Иҫке Мораптал) — деревня в Куюргазинском районе Республики Башкортостан Российской Федерации. Входит в состав Мурапталовского сельсовета.

## География

### Географическое положение
Расстояние до:
- районного центра (Ермолаево): 33 км,
- центра сельсовета (Новомурапталово): 2 км,
- ближайшей ж/д станции (Мурапталово): 1 км.

## Население
| 2002 | 2009 | 2010 |
| ---- | ---- | ---- |
| 353  | ↗410 | ↘380 |

### Национальный состав
Согласно переписи 2002 года, преобладающая национальность — башкиры (80 %).

## Религия
Ислам 
- Мечеть

## Известные уроженцы
- Кужаков Мурат Галлямович — командир сабельного отделения 58-го гвардейского кавалерийского полка 16-й гвардейской кавалерийской дивизии, (112-я Башкирская кавалерийская дивизия 7-го гвардейского кавалерийского корпуса Центрального фронта), гвардии старший сержант, Герой Советского Союза.